# 博拉马 (索马里兰)

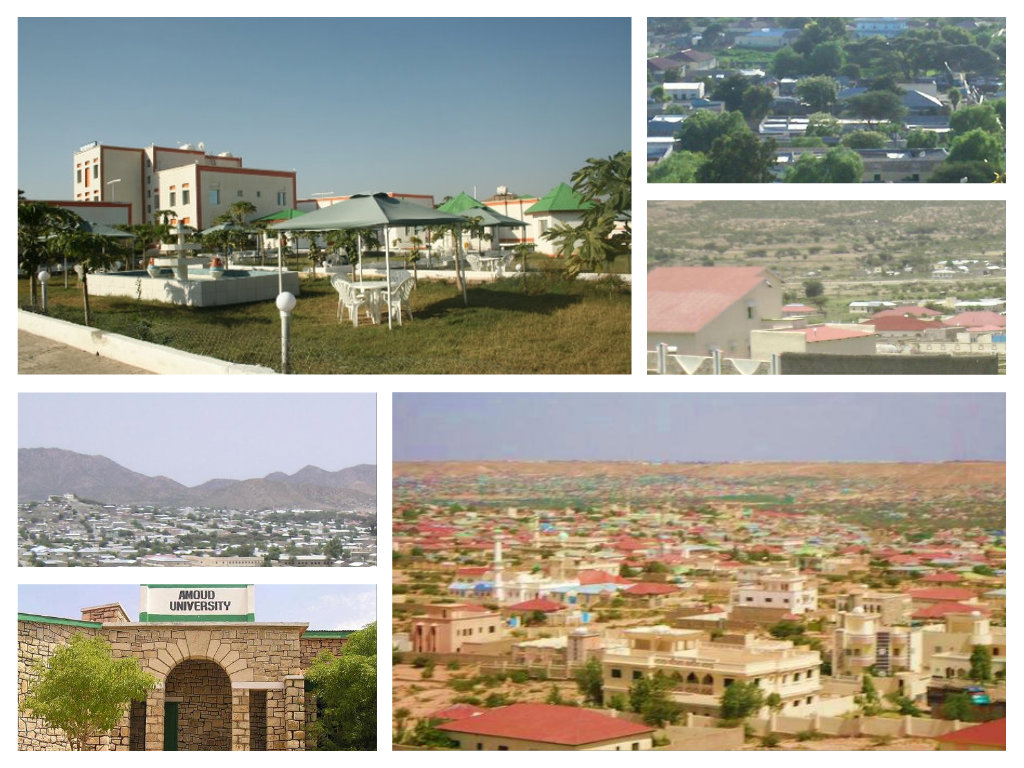
博拉马

博拉馬是一個索馬利蘭西部的都市，隸屬奧達勒州博拉馬區，是該州的首府和經濟中心，2001年統計該地約有20萬人口。其位於丘陵上多山環繞的美麗景色已經成為該國的景點之一，當地有著綠草地和原野成為了該國一個重要的動物棲地。
博拉馬同時也是一個教育中心，戰後第一座高等學府－阿蒙德大學（Amoud University）即座落於此，該城同時也有著索馬利蘭第一所的聾啞學校。